# گالینا بوخارین
گالینا بوخارین (روسی: Галина Петровна Бухарина؛ زادهٔ ۱۴ فوریهٔ ۱۹۴۵) ورزشکار دو و میدانی اهل اتحاد جماهیر شوروی سوسیالیستی است.